# The Lovebirds
The Lovebirds é um filme luso-estado-unidense do género drama, realizado e escrito por Bruno de Almeida e Johnny Frey, e protagonizado por Michael Imperioli, John Ventimiglia, Joaquim de Almeida, Drena De Niro, Nick Sandow e Rogério Samora. Estreou-se em Portugal a 13 de março de 2008.

## Elenco
- Michael Imperioli como Vincent
- Ana Padrão como Rosa
- John Ventimiglia como John Constantin
- Joaquim de Almeida como Marco Correia
- Drena De Niro como Stella Clark
- Rogério Samora como Vítor
- Fernando Lopes como diretor
- Nick Sandow como Lenny
- Marcello Urghege como Romeu
- Johnny Frey como Óscar
- Cleia Almeida como Sandra
- Dimitry Bogomolov como Drago
- Suzie Peterson como Vera
- Ivo Canelas como Pedro
- Filipe Vargas como Miguel
- Rui Morrison como empregado do bar

## Reconhecimentos
| Ano  | Prémios                                              | Categorias                                         | Destinatários e nomeados       | Resultado | Referências |
| ---- | ---------------------------------------------------- | -------------------------------------------------- | ------------------------------ | --------- | ----------- |
| 2008 | Festival Internacional de Cinema Fantástico do Porto | Prémio Especial do Júri da Semana dos Realizadores | Bruno de Almeida               | Venceu    | [ 3 ]       |
| 2008 | Festival Internacional de Cinema de Ourense          | Prémio Carlos Velo de melhor realização            | Bruno de Almeida               | Venceu    | [ 4 ] [ 5 ] |
| 2008 | Festival Internacional de Cinema de Ourense          | Melhor argumento                                   | Bruno de Almeida e Johnny Frey | Venceu    | [ 4 ] [ 5 ] |